# 1857年遺囑認證法院法令
《1857年遺囑認證法院法令》（英語：Court of Probate Act 1857；20 & 21 Vict. c. 77）是英國國會的一項法令，旨在將授予遺囑認證及遺產管理書的責任由英格蘭及威爾斯的宗教法庭轉移至一個新的遺囑認證法院。該法令在倫敦森麻實府設立了一個遺囑認證註冊總署，亦設立了一些地方遺囑認證註冊處。

## 外部連結
- HMCS Probate Service